# Марикопа (индейская резервация)
Марикопа (англ. Maricopa Indian Reservation), также известная как Ак-Чин (англ. Ak-Chin Indian Community) — индейская резервация, расположенная на Юго-Западе США в южно-центральной части штата Аризона.

## История
Индейская резервация Марикопа была создана для народов пима и папаго в мае 1912 года по распоряжению президента США Уильяма Хауарда Тафта. Первоначальная площадь резервации составляла почти 193 км² (47 600 акров). В течение нескольких месяцев американские власти уступили противодействию со стороны европейско-американских фермеров и поселенцев и сократили резервацию до 89 км² (22 000 акров). 

## Правительство
Штаб-квартира племени находится в городе Марикопа. В середине XX века племя реорганизовалось, создав письменную конституцию, подзаконные акты и выборное правительство, получив федеральное признание в 1961 году.
До 2017 года члены племенного совета избирались на трёхлетний срок и ежегодно в шахматном порядке. Совет избирал председателя и заместителя председателя. Начиная с 2017 года (выборы в ноябре 2016 года), председатель и заместитель председателя были избраны на четырёхлетний срок. Три члена Совета будут работать два года. Выборы в ноябре 2016 года стали историческими, поскольку впервые члены общины смогли проголосовать непосредственно за председателя и заместителя председателя. В июле 2016 года было принято изменение в конституцию, позволяющее кандидатам баллотироваться на определенную должность, а членам общины — голосовать конкретно за председателя и заместителя председателя в дополнение к членам Совета.

## География
Резервация расположена в долине Санта-Крус в северо-западной части округа Пинал, примерно в 60 км к югу от столицы штата Финикса и близ города Марикопа.
Общая площадь резервации, включая трастовые земли (4,19 км²), составляет 89,16 км², из них 89,14 км² приходится на сушу и 0,02 км² — на воду. Административным центром резервации является город Марикопа.

## Демография
По данным федеральной переписи населения 2000 года в резервации проживало 742 человека.
Согласно федеральной переписи населения 2020 года в резервации проживало 1 070 человек, насчитывалось 447 домашних хозяйств и 311 жилых домов. Средний доход на одно домашнее хозяйство в индейской резервации составлял 24 896 долларов США. Около 37,4 % всего населения находились за чертой бедности, в том числе 42,5 % тех, кому ещё не исполнилось 18 лет, и 61 % старше 65 лет.
Расовый состав распределился следующим образом: белые — 23 чел., афроамериканцы — 8 чел., коренные американцы (индейцы США) — 914 чел., азиаты — 1 чел., океанийцы — 0 чел., представители других рас — 56 чел., представители двух или более рас — 68 человек; испаноязычные или латиноамериканцы любой расы составили 265 человек. Плотность населения составляла 12 чел./км².

## Экономика
Получив федеральное признание в 1961 году, племя основало крупное сельскохозяйственное предприятие, чему способствовало получение прав на воду реки Колорадо в федеральном поселении 1984 года. Это поселение позволило племени продолжать использовать ирригацию для поддержки своего сельского хозяйства и других потребностей. Поскольку ландшафт и местность идеально подходят для выращивания сельскохозяйственных культур, земля в основном используется для сельского хозяйства. Ak-Chin Farms Enterprises управляет этими видами деятельности. В настоящее время почти 61 км² земли резервации орошаются.
В 1994 году община открыла игровое казино Harrah's Ak-Chin Casino с соответствующими гостиничными удобствами. В 2011 году казино и курорт внесли основной вклад в экономику округа Пинал. В июле 2011 года казино было расширено на 20 миллионов долларов с добавлением новой башни отеля на 152 номера, которая удвоила его вместимость. В июле 2016 года племя начало строительство крупного проекта расширения, чтобы добавить отель, роскошный спа-центр, дополнительное игровое пространство, конференц-центр, дополнительные рестораны и гараж. Проект был полностью завершён в 2019 году.
В 2006 году община резервации приобрела региональный аэропорт Финикс, который позже был переименован в региональный аэропорт Ак-Чин. Стремясь обеспечить общине и прилегающим районам более разнообразное экономическое будущее, было сделано несколько инвестиций как в резервации, так и за её пределами. Благодаря хорошим доходам от казино племя добилось нескольких улучшений в резервации, включая строительство новой пожарной станции, мелиоративного сооружения и станции очистки поверхностных вод.

## Комментарии
1. ↑  Сам город не входит в состав резервации, а является лишь штаб-квартирой племени.